# Хокај (мини-серија)
Хокај (енгл. Hawkeye) је америчка стриминг мини-серија, креирана за Дизни+, заснована према истоименом Марвеловим јунаку. Смештена је у Марвелов филмски универзум и дели континуитет са филмовима овог серијала. Догађаји у серији су смештени након радње филма Осветници: Крај игре из 2019. године. Продукцију серије је радио Марвел студио, са Џонатаном Иглом као писцем, док су Берт и Берти и Рис Томас задужени за режију.
Џереми Ренер репризира своју улогу Клинта Бартона / Хокаја из филмском серијала, док се Хејли Стајнфилд појављује као Кејт Бишоп. У осталим улогама су Вира Фармига, Флоренс Пју, Фра Фи, Тони Далтон, Алаква Кокс и Зан Макларнон. До септембра 2018. године, Марвел студио је најавио бројне серије за Дизни+, чије се радње одвијају око споредних ликова из филмског серијала. Развој серије о Хокају је почео у априлу 2019, када је Ренер најавио да ће се поново појавити у овој улози. Серија је званично најављена у јулу, а Игла се придружио пројекту у септембру исте године. Берт и Берти и Томас су најављени као режисери у јулу 2020. године. Снимање је почело у новембру 2020. у Атланти, док су додатне сцене снимљене у Њујорку. За Стајнфилдову, која је добила улогу крајем 2019, званично је потврђено да ће се појавити у серији у децембру 2020. године, заједно са осталим глумцима. Снимање је завршено у априлу 2021. године.
Серија је емитована од 24. новембра до 22. децембра 2021. и састоји се од 6 епизода. Буџет серије износи 150 милиона америчких долара. Добила је углавном позитивне критике од стране критичара, који су нарочито похвалили акционе сцене и хемију између главних глумаца. Спин-оф серија, Ехо, која се фокусира на Мају Лопез / Ехо, објављена је 9. јануара 2024. године.

## Радња
Годину дана након догађаја филма Осветници: Крај игре (2019), Клинт Бартон мора да се удружи са Кејт Бишоп и да се суочи са непријатељима из своје прошлости које је стекао као Ронин, како би се вратио својој породици на време за Божић.

## Улоге
| Глумац             | Улога                        |
| ------------------ | ---------------------------- |
| Џереми Ренер       | Клинт Бартон / Хокај         |
| Хејли Стајнфилд    | Кејт Бишоп                   |
| Тони Далтон        | Џек Дјукен                   |
| Фра Фи             | Казимјеж „Кази” Казимјерчак  |
| Брајан Дарси Џејмс | Дерек Бишоп                  |
| Алекс Пауновић     | Иван                         |
| Линда Карделини    | Лора Бартон                  |
| Вира Фармига       | Еленор Бишоп                 |
| Флоренс Пју        | Јелена Белова / Црна Удовица |
| Алаква Кокс        | Маја Лопез / Ехо             |
| Зан Макларнон      | Вилијам Лопез                |
| Винсент Д'Онофрио  | Вилсон Фиск / Кингпин        |

## Епизоде
| Бр. еп. | Наслов                           | Редитељ      | Сценариста                   | Премијера          |
| --- | -------------------------------- | ------------ | ---------------------------- | ------------------ |
| 1 | Никада не упознајте своје хероје | Рис Томас    | Џонатан Игла                 | 24. новембар 2021. |
| Током Битке за Њујорк, млада Кејт Бишоп сведочи борби Клинта Бартона са Читаури војском и одлучи да постане херој попут Бартона након што јој он спасе живот. У садашњости, Бартон проводи Божић заједно са својом породицом у Њујорку, док Бишопова посећује гала приредбу са својом мајком и њеним вереником, Џеком Дукејном. Бишопова случајно открива да се мимо гала приредбе одржава и аукција на црној берзи за остатке са имања Осветника, а којој присуствују и Дукејн и његов стриц, Армон III. Ову аукцију прекида Тренерка-мафија, руска улична банда, која покушава да се дочепа ручног сата који је међу акцијским предметима. Бишопова користи Бартонов костим Ронана како би поразила банду. Она бежи до свог стана, успут покупивши пса луталицу са улице. Бишопова прати Армона ради даље истраге. Она открије да је Армон убијен у свом дому пре него што је Тренерка-мафија опколи. Бартон, видевши на вестима да се Ронан појавио, долази у помоћ Кејт и спасава је од банде. |                                  |              |                              |                    |
| 2 | Жмурке                           | Рис Томас    | Елиса Климент                | 24. новембар 2021. |
| Кејт одводи Бартона у њен стан, али их банда налази и напада. Пар је принуђен на бекство и за собом остављају Ронаново одело. Они беже у стан који припада Кејтиној тетки. Бартон шаље своју децу кући и обећава им да ће се вратити до дана Божића. Бартон прати Кејт до посла и успева да уђе у траг оделу које успешно враћа. Кејт не успе да увери мајку у Дукејнову умешаност у Армонову смрт. Кејт покуша да испровоцира Дукејна, али он сачува мирност. У покушају да ступи у контакт са Бартоном Кејт открива да је он заробљен и креће да га спасе. Њен покушај пропада и она такође бива заробљена док банда обавештава своју шефицу, Мају Лопез. |                                  |              |                              |                    |
| 3 | Одјеци                           | Берт и Берти | Кејти Метјусон и Танер Бин   | 1. децембар 2021.  |
| Глувонема Лопез испитује заробљенике о Ронану, који је убио њеног оца. Бартон успе да се ослободи и сукоби се са бандом и Лопезовом. Лопезова му у борби поломи слушни апарат. Бартон и Кејт беже од банде и налазе докторку за поправку апарата. Током селидбе на другу локацију, Кази упозорава Мају да не улази у сукоб са својим „стрицем”. Кејт наговори Клинта да провале у кућу њене мајке како би дошли до више информација о Тренерка-банди и Дукејну. Провала полази по злу када Бишоп открије да је закључана у систему компаније Елеонор Бишоп, а Бартон налети на Дукејна који му ставља Ронанов нож под врат. |                                  |              |                              |                    |
| 4 | Партнери, јесам ли у праву?      | Берт и Берти | Ерин Кансино и Хедер Квин    | 8. децембар 2021.  |
| Бартон смирује ситуацију након што Еленор и Дукејн сазнају да је он Осветник. Еленор га замоли да држи Бишоп подаље од себе и касније позива непознату особу коју извештава о дешавањима. Уз помоћ своје жене, Лоре, Бартон открива да је Дукејн власник оф-шор компаније Слоун Лимитид која пере новац за Тренерка-мафију. Бишоп закључује да је Бартон уствари Ронан, али он не жели да јој одговори. Бартон налази Казија и затражи помоћ да заустави крвну освету коју Маја Лопез јури. За то време, Кејт Бишоп се труди да поврати већи део Бартонових трик стрела. Лора обавештава Клинта да је предмет који траже у једној згради у Њујорку. Бартон и Бишоп одлазе да врате предмет, али наилазе на Лопез која напада Кејт. За то време, маскирани нападач ступа у борбу са Бартоном. Кејт успева да рани Мају што је тера на повлачење, док Клинт скида маску непознатом нападачу за коју се испоставља да је Јелена Белова. Белова бежи са места дешавања, а Бартон свестан каквом ризику излаже Кејт Бишоп говори њој да је партнерство завршено. |                                  |              |                              |                    |
| 5 | Ронин                            | Берт и Берти | Џена Ноел Фрејзер            | 15. децембар 2021. |
| За време одсутне битке у Ваканди, Белова и друга Удовица по имену Соња посећују жену, Ени, како би проверили да ли је и она једна од „испрограмираних” Удовица. У Енином стану, Белова постаје жртва Таносовог „пуцња”. Пет година касније, Белова се појављује у Ениној кући, која је сада удата и са усвојеним дететом. Кејт Бишоп говори својој мајци за Дукејнову фирму која пере новац и она позива истражне органе чиме уследи Дукејново хапшење. Кејт се враћа у свој стан само да би нашла Јелену која јој прича о својој прошлости, али и мисији да убије Клинта Бартона. Бартон налази смештај код познаника и одлази до споменика на ком су се Осветници први пут окупили како би се извинио Наташи за оно што планира да уради. Бартон узима свој костим Ронина и одлази да се сретне са Мајом Лопез. Током борбе, он скида маску и говори Лопез да је крвна освета готова и да престане са праћењем његове породице. Даље јој открива да је доушник из организације њеног оца, као и шеф мафије желео њеног оца мртвог, али му Лопез не верује. Бишоп се појављује и помогне Бартону да побегне, док Лопез постаје сумњичава по питању Казија због неприсутности на састанку када је Бартон убио њеног оца. Следећег дана, Белова шаље поруку Бишоп да ју је ангажовала Еленор Бишоп како би убила Бартона, а да Еленор ради са Лопезиним „стрицом”, шефом мафије ког Бартон идентификује као Кингпина.                |                                  |              |                              |                    |
| 6 | Дакле, ово је Божић?             | Рис Томас    | Џонатан Игла и Елиса Климент | 22. децембар 2021. |
| Еленор одлази на састанак са Кингпином да би раскинула сарадњу. Бартон и Бишоп гледају снимак састанка на ком Еленор открива да је организовала убиство Армона III и сместила Дукејну. На Бадње вече, Бартон и Бишоп одлазе на Еленорину божићну забаву где се Кејт сукоби са мајком. Еленор јој открива да је Дерек Бишоп дуговао новац мафији што ју је навело на посао са Кингпином. Кази снајпером гађа Еленор потом и Бартона, али не успева да их погоди. Бартон добија помоћ Грилса и његових пријатеља, као и Дукејнову и они извлаче госте са забаве на безбедно упркос нападу мафије. Лопез надјача Казија, Кејт тражи мајку, а Бартона напада Белова. Белова захтева истину о смрти своје сестре пре него што је освети. Бартон јој открива колико зна о Јелени, јер је Наташа стално причала о њој. Такође, говори јој да се Наташа жртвовала како би спасила свет. Белова након тога оставља Бартона и одлази. Кингпин спречи Еленорино бекство, али га Кејт напада и зауставља уз помоћ трик-стрела како би заштитила мајку. Полиција долази на лице места и хапси Еленор због убиства. Кингпин бежи од органа реда, али га Лопез пресреће након чега се чује пуцањ изван кадра. Следећег дана, на Божић, Бартон је поново са својом породицом заједно са Кејт и псом. Бартон враћа ШИЛД-ов сат Лори након чега запали Ронаново одело. У завршним сценама: Марвел студио честита празнике исечком из мјузикла Роџерс. |                                  |              |                              |                    |

## Продукција

### Развој
До септембра 2018. године, Марвел студио је најавио неколико серија за сервис Дизни+, чије се радње одвијају око споредних ликова из филмова Марвеловог филмског универзума, који нису имали сопствене филмове. До априла 2019. започео је развој авантуристичке серије у којој Џереми Ренер тумачи своју улогу из филмова, Клинта Бартона / Хокаја. Очекивало се да ће радња пратити Бартона, који ће Кејт Бишоп предати плашт Хокаја. Кевин Фајги је требало да продуцира ограничену серију која ће се састојати од шест до осам епизода. Ренер је првобитно потписао да глуми у самосталном играном филму усредсређеном на његов лик, али је пристао да уместо тога глуми у серији, након што је Фајги одлучио да преради пројекат за Дизни+. Фајги је званично најавио серију на Сан Дијего Комик Кону у јулу 2019. године.
У септембру 2019. откривено је да ће Џонатан Игла бити главни сценариста серије. Ејми Берг је такође била кандидат за главног писца. У јулу 2020. филмски двојац Берт и Берти ангажован је да режира блок епизода за серију, а Рис Томас је ангажован да режира други блок. Борис Кит из Холивуд репортера сматрао је да је запошљавање ових режисера наговестило да би серија могла да има „лаган тон”, с обзиром на претходни рад свакога од њих. Најављено је да буџет сваке епизоде износи чак 25 милиона долара.

### Кастинг
Службеном најавом серије у јулу 2019, потврђено је да ће Ренер тумачити главну улогу Бартона. Почетком септембра исте године, Хејли Стајнфилд је понуђена улога Кејт Бишоп, али тек месец дана касније је потписала. Variety је известио да је један од разлога за то била клаузула о забрани такмичења у њеном уговору са Apple TV+ за глумљење у серији Дикинсон, због чега је Variety сматрао да ће Стајнфилдова моћи да преговара. Ниједној другој глумици није била понуђена ова улога. На питање о њеној улози у серији убрзо након тога, Стајнфилдова је изјавила да то „није нешто што се нужно догађа”. Стајнфилдова је потврђена као Бишопова у децембру 2020, када је потврђено да ће се у серији појавити и Вира Фармига као Еленор Бишоп, Флоренс Пју као Јелена Белова / Црна удовица, Фра Фи као Кази, Тони Далтон као Жак Дјуекн, Алаква Кокс као Маја Лопез / Ехо и Зан Макларнон као Вилијам Лопез. Пјуова репризира своју улогу из филма Црна удовица (2021).

### Снимање
Снимање је почело крајем новембра 2020. године у Атланти, са Бертом и Бертијем и Рисом Томасом као режисерима, док је Ерик Стилберг био сниматељ. Серија је снимана под радним насловом Anchor Point. Серија је од 2. до 4. децембра 2020. снимана у Њујорку, у Бруклину и Менхетну.